# Zaporizke, Mejova
Zaporizke (în ucraineană Запорізьке) este un sat în așezarea urbană Mejova din raionul Mejova, regiunea Dnipropetrovsk, Ucraina.

## Demografie
Componența lingvistică a localității Zaporizke
     Ucraineană (90,82%)
     Rusă (8,16%)
     Belarusă (1,02%)
Conform recensământului din 2001, majoritatea populației localității Zaporizke era vorbitoare de ucraineană (90,82%), existând în minoritate și vorbitori de rusă (8,16%) și belarusă (1,02%).